# Roméo et Juliette (film, 1908)
Pour les articles homonymes, voir Roméo et Juliette (homonymie).
Pour plus de détails, voir Fiche technique et Distribution.
Roméo et Juliette (« Romeo e Giulietta » en italien) est un film muet italien réalisé par Mario Caserini, sorti en 1908. Le film est la première adaptation de la pièce homonyme de William Shakespeare au cinéma, bien que les personnages sont déjà apparus dans Le Diable géant ou le Miracle de la madonne de Georges Méliès en 1901,.

## Fiche technique
- Titre : Roméo et Juliette
- Réalisation : Mario Caserini
- Scénario : d'après Roméo et Juliette de William Shakespeare
- Société de production : Cines
- Pays d'origine :  Royaume d'Italie
- Langue : italien
- Format : Noir et blanc – 1,33:1 – 35 mm – Muet
- Longueur de pellicule : 225 mètres
- Année : 1908
- Dates de sortie :
  -  Royaume d'Italie : 1908
  -  France : juin 1908

## Distribution
- Mario Caserini : Roméo
- Maria Caserini : Juliette (créditée sous le nom de Maria Gasperini[3])
- Fernanda Negri Pouget